# Чемпионат мира по лёгкой атлетике 2013 — квалификационные стандарты
Для участия в чемпионате мира легкоатлеты должны выполнить определённые нормативы. Каждая сборная может заявить на чемпионат не более 4-х участников в одну дисциплину, которые все четверо выполнили норматив A либо трое выполнили норматив A и один норматив B. Непосредственно в самих соревнованиях будут участвовать только трое, четвёртый сможет выступить в случае если кто-нибудь не сможет принять участие по различным причинам. Если два участника от сборной выполнили норматив B, то выступить сможет только один из них, второй будет в резерве. Данные правила не распространяются на действующих чемпионов мира и победителей Бриллиантовой лиги, они могут участвовать, даже если не смогли выполнить нормативы. В той сборной, где присутствуют такие спортсмены, может выставить четыре спортсмена в одном виде, если остальные три выполнили норматив A.
Если у сборной нет ни одного участника, который смог бы преодолеть хотя бы норматив B, то ей разрешается заявить одного спортсмена в один вид программы, за исключением многоборья, бега на 10 000 метров и 3000 метров с препятствиями.
В марафоне могут стартовать не более пяти спортсменов от сборной.

## Квалификационные стандарты
| Вид             | Мужчины    | Мужчины    | Женщины    | Женщины    |
| Вид             | A          | B          | A          | B          |
| --------------- | ---------- | ---------- | ---------- | ---------- |
| 100 метров      | 10.15      | 10.21      | 11.28      | 11.36      |
| 200 метров      | 20.52      | 20.60      | 23.05      | 23.30      |
| 400 метров      | 45.28      | 45.60      | 51.55      | 52.35      |
| 800 метров      | 1:45.30    | 1:46.20    | 2:00.00    | 2:01.50    |
| 1500 метров     | 3:35.00    | 3:37.00    | 4:05.50    | 4:09.00    |
| 5000 метров     | 13:15.00   | 13:20.00   | 15:18.00   | 15:24.00   |
| 10 000 метров   | 27:40.00   | 28:05.00   | 31:15.00   | 32:05.00   |
| Марафон         | 2:17:00    | 2:17:00    | 2:43:00    | 2:43:00    |
| 3000 метров с/п | 8:26.10    | 8:32.00    | 9:43.00    | 9:48.00    |
| 100 метров с/б  | —          | —          | 12.94      | 13.10      |
| 110 метров с/б  | 13.40      | 13.50      | —          | —          |
| 400 метров с/б  | 49.40      | 49.60      | 55.40      | 56.55      |
| Прыжок в высоту | 2.31 м     | 2.28 м     | 1.95 м     | 1.92 м     |
| Прыжок с шестом | 5.70 м     | 5.60 м     | 4.60 м     | 4.50 м     |
| Прыжок в длину  | 8.25 м     | 8.10 м     | 6.75 м     | 6.65 м     |
| Тройной прыжок  | 17.20 м    | 16.85 м    | 14.40 м    | 14.20 м    |
| Толкание ядра   | 20.60 м    | 20.10 м    | 18.30 м    | 17.20 м    |
| Метание диска   | 66.00 м    | 64.00 м    | 62.00 м    | 59.50 м    |
| Метание молота  | 79.00 м    | 76.00 м    | 72.00 м    | 69.50 м    |
| Метание копья   | 83.50 м    | 81.00 м    | 62.00 м    | 60.00 м    |
| Семиборье       | —          | —          | 6100 очков | 5950 очков |
| Десятиборье     | 8200 очков | 8000 очков | —          | —          |
| 20 км с/х       | 1:24:00    | 1:26:00    | 1:36:00    | 1:38:00    |
| 50 км с/х       | 4:02:00    | 4:16:00    | —          | —          |
| 4×100 метров    | 39.20      | 39.20      | 44.00      | 44.00      |
| 4×400 метров    | 3:05:00    | 3:05:00    | 3:33.00    | 3:33.00    |